# Brian Easdale
Brian Easdale est un compositeur britannique né le 10 août 1909 à Manchester (Royaume-Uni), décédé le 30 octobre 1995.

## Filmographie
- 1947 : Le Narcisse noir (Black Narcissus)
- 1948 : Les Chaussons rouges (The Red Shoes)
- 1949 : La Mort apprivoisée (The Small Back Room)
- 1950 : Le Chevalier de Londres (The Elusive Pimpernel)
- 1950 : La Renarde (Gone to Earth)
- 1952 : Outcast of the Islands
- 1952 : The Wild Heart
- 1954 : The Green Scarf (en)
- 1956 : La Bataille du Rio de la Plata (The Battle of the River Plate)
- 1957 : Miracle in Soho
- 1960 : Le Voyeur (Peeping Tom)
- 1961 : The Queen's Guards
- 1968 : Happy Birthdead (Happy Death Day)
- 1978 : Return to the Edge of the World